# کرده‌ده (سرعین)
کرده‌ده روستایی است که در استان اردبیل، شهرستان سرعین، بخش مرکزی، دهستان آب‌گرم قرار دارد. شغل اکثر مردم این روستا پرورش دام و کشاورزی است.فاصله این روستا تا سرعین ۱ کیلومتر و فاصله ان با روستای لاطران ۴ کیلومتر میباشد

## جمعیت
بر اساس سرشماری سال ۱۳۸۵ جمعیت این روستا ۸۳۳ نفر با ۱۷۵ خانوار بوده‌است. در حالی که بر اساس سرشماری سال ۹۵ جمعیت این روستا ۱۱۱۷ نفر بوده است